# メタルギアアシッド2
『メタルギアアシッド2』（METAL GEAR AC!D2、略称: MGA2）は、2005年12月8日に発売されたPlayStation Portable用ゲームソフト。「メタルギアシリーズ」の外伝的作品の1つ。

## 概要
本作は2004年に発売されたPlayStation Portable用戦略諜報カードゲーム『メタルギアアシッド』の続編にあたる。前作の数年後の物語となるがストーリー的には前作とは完全に独立しているため本作のみでも楽しめる（前作の単語などは登場する）。
監督は『メタルギア ゴーストバベル』『メタルギアアシッド』の「メタルギア」の外伝シリーズの監督を務めた野尻真太で、今作では自らシナリオも手掛けている。また、『Z.O.E』後に小島組を離れていた岡村憲明が本作で復帰し、プロデューサーを務めている。
前作のシステムを踏襲しながらも、様々な点が進化している。アクションの高速化による操作性の快適さ、「AC!Dシェード」と呼ばれるアメコミ調の迫力のあるストーリー演出、カードは555種類に増加（ホームページからダウンロードできるカード4種類を含めると559種類）などがある。また、ボス戦の機会も多くなった。
新たな試みとして、「SOLID EYE とびだシッド」という組み立て型のスコープが付属されており、これをPlayStation Portable本体に装着することで立体映像でプレイすることが出来る（ただし、コツをつかめば裸眼でもステレオグラムの要領で立体視は可能）。このシステムを採用した理由について監督の野尻は「カードが増えたりシステム面が改善されるのは予想がつくので、予想外のシステムを採用してみたかった」とウェブサイト「GAMEwatch」のインタビューにて語っている。他にも、「リンクバトル」と呼ばれるアドホックによる通信対戦や。アリーナモードと呼ばれるCPUキャラとの対戦など対戦要素も追加されている。

## ゲームシステム
本作は「メタルギアシリーズ」の戦略諜報アクションのシステムとトレーディングカードゲームのシステムとの両方のシステムがミックスされており、「戦略諜報カードゲーム」という独自のシステムになっている。
マップを移動し、さまざまなアクションを駆使し、なるべく敵に見つからないように任務を達成（特定の地点まで移動する、ボスを倒すなど）するのが目的。ステージ内を巡回している兵士には「視界」が設定されており、敵の視界に入ると通信によって仲間を次々と呼ばれ不利になる。このため敵兵に発見されないようにやり過ごしたり、発見される前に倒したり、眠らせたりしながら進むことが重要になる。この辺りは「メタルギア」のシステムを継承している。ただし、このゲームではアクションは全て「カード」の形になっている。
また前作の不満点であった移動方法は、移動ルートを決めてから行動するのではなく、一マスずつ移動でき、途中で壁に張り付いたりホフク状態になることも出来るようになっている。
この他にもカードの売却やグレードアップなどの要素、戦闘でも装備カードを任意で着脱が可能になったり、一定の状態でターゲットを攻撃すると発動する「援護射撃」システムなどの様々な要素が追加され、システムはほぼ完成したといってもいい。
ちなみに本作は、敵から攻撃をうける、援護射撃のアクションを行なうなどすると声が出るようになっている。
ゲーム本編はデッキの編成を行う「インターミッション」と実際にゲームを行う「ミッション」の2つの流れがある。
インターミッション
プレイヤーは現在所持しているカードから30～40枚を選び、「デッキ（DECK）」を編成する。このカードはミッション中に手に入れたり、ミッションクリア時にボーナスとして支給されたり、インターミッションのショップでptsと引き換えに購入することで入手できる。また、初心者のために自動的にデッキを作成するオート（AUTO）デッキ生成モードもある。2から新たに加わった要素として、不要なカードの売却と、PTSを使うことでカードの「グレードアップ」ができるようになった。
ミッション
ゲーム本編。ミッションが開始されると、デッキからカードがランダムに6枚配られ「手札」となる。プレイヤーはこの手札からカードを選び、1ターンに2回まで使用することが出来る（カードの効果により行動回数は1ターンに最大4回まで増やすことも可能）。行動回数を使い切ると敵のターンとなるが、次にいつ自分のターンが来るかどうかは、自ターンに使ったカードの「コスト」によって変動する。コストが高いカードばかり使うと、自分のターンがなかなか回って来ないため、敵に何度も行動されてしまう。逆に、コストを抑えてプレイすれば、自分の次の行動が早く回ってくるため連続して行動することも可能。もちろん、強力なカードはコストが高いことが多いため、コストのバランスを考えることが重要となる。
再び自分のターンになると、手札にカードが2枚補充される。手札が少ない場合は、これを利用するため行動回数が残っていてもターンエンドするという選択もありうる。
デッキのカードを全て使い切ると自分にコストが10追加され、シャッフル後にデッキが復活する。
プレイヤーのHPが0になるとミッション失敗でやり直しとなる。

### カード
559種類のカードはWEAPON、ITEM、ACTION、CHARACTER、SUPPORT、そして新属性のTRAP、LINKAGEの7種類に分類され、カードごとに様々な効果がある。このカードの使い方には、独自の効果を発動する（「USE」or「EQUIP」）他に、「MOVE」を選ぶことで、スネークの移動に使うこともできる。なお、このカードはゲーム内では「ナノチップエキスパンション」という戦闘行動支援プログラムという設定。
WEAPONカード
銃、グレネード、マシンガン、ナイフなどの様々な武器。主に敵を攻撃し、ダメージを与えるのに使う。武器によって射程や効果範囲、ダメージが異なる。また、機械を無効化する「チャフグレネード」、人間タイプの敵を眠らせる「Mk22」などの特殊な武器もある。
武器には「USE型」（ユーズ型）と「EQUIP型」（イクイップ型）の2種類がある。USE型は使うとその場でそのカードを消費して発動する。EQUIP型はそのままでは使えず、装備欄に「装備」した後に、同じ口径を持つカードをそのカードに重ねることで初めて使用できる。このためEQUIP型は最低2枚同じ口径を持つカードを持っていないと使えないためUSE型に比べやや使いづらい。EQUIPしている武器は敵から攻撃を受けた際に自動的にそのカードを使って反撃できるというメリットがある。また、基本的にEQUIP型の方が強いカードが多い。
ACTIONカード
特殊なアクションをするカード。一度に装備できるアイテムの数を2から4に増やす「EQUIPMENT LV.2」、EQUIP型の武器カードに重ねて使用することで様々な特殊効果を付加できる「転倒付加」「ヘッドショット」などがある。
ITEMカード
回復や行動の補助を行うアイテムのカード。自分の体力を回復する「レーション」、味方の体力を回復する「サバイバルキット」、ダメージを軽減する「ボディ・アーマー」などがある。
CHARACTERカード
メタルギアシリーズに登場したキャラクターのカード。カードごとに移動に使えるカード、攻撃に使えるカード、サポートに使えるカードなど様々な効果がある。
SUPPORTカード
攻撃のサポートや回避、状態異常回復、コストの回復を行うカード。特にコストを減らすカードは重要。
TRAPカード
トラップ。配置することで、そのマスに特殊な効果を付加するカード。TRAPカードの配置されたマスを踏むことで効果が発動する。落とし穴のように相手にマイナスの効果を与えるだけでなく、テントのように配置したマスにプラスの効果をもたらすカードもある。
LINKAGEカード
リンケージ。手札にある状態でカードごとの発動条件を満たすことで自動的に効果を発揮する。例えば「転倒付加リンケージ」はWEAPONカードを使った際に手札にあれば攻撃と同時に相手を転ばせることができる。

### 状態異常
キャラクターはカードやトラップの効果などによって様々な状態異常に陥ることがある。これらの状態異常はSUPPORTカードの「血清」にて回復できる。
睡眠
「ZZZ」といういびきのマークが表示される。「MK-22」「M9」などの麻酔銃で攻撃することでこの状態にすることができる。一定のコストが経過するまで行動不能。敵兵をこの状態にすることで気づかれること無く先に進むことが出来る。
気絶
「★」のマークが表示される。パンチやグレネードなどで「転倒」すると手札を1枚失うが、これによって手札が0枚になると気絶状態になり、一定コストが経過するまで行動不能になる。敵兵をこの状態にすることで気づかれずに先に進める。
出血
赤い血液のマークが表示される。ナイフなどの刃物で攻撃されるとこの状態になり、1コストごとに5ずつダメージを受ける。合計50ダメージで自然回復する。ITEMカードの「止血剤」でも回復できる。
引火
炎のマークが表示される。M15白燐手榴弾やニキータミサイルなどの攻撃を受けると発火しこの状態になる。1コストにつき10のダメージを受け、隣にキャラクターがいるとそちらにも引火する。5ブロック移動するかダンボールをかぶる事などで回復。
盲目
水色の×マークで表示される。消火器が攻撃を受けた時にその周囲にいるとこの状態になる。手札が白くなって読めなくなる。
オイルまみれ
茶色の水滴マークで表示される。マップ上に配置されている黒いオイルだまりの上を通過すると転倒してこの状態になる。移動範囲が減り、手札が真っ黒になって読めなくなる。また、この状態で銃による攻撃を受けると引火状態になる。

## ストーリー
上空を飛ぶ1機の飛行機。セレナ共和国のレジスタンス達が、麻薬王・エスコバルの追跡から逃れるため、アメリカへの入国を画策していた。しかし、着陸直後に彼らはFBIのダルトン捜査官に逮捕される。その中には「スネーク」と呼ばれる男の姿もあった。ダルトンはスネークの仲間達の身柄、そして1500万ドルと引換えに北米の兵器製造会社・ストラテロジック社への潜入を迫る…。

## 登場人物

### 主要人物
スネーク（声：大塚明夫）
本名不明、年齢不明、出身地不明。3年前の「プラウリオの惨劇」直後に、セレナ共和国内で倒れているところを現地のレジスタンスに助けられ、戦闘に参加、独裁軍事政権を打倒した。
凄腕の傭兵だが、記憶喪失になっている。アメリカ入国直後にFBI（を名乗るダルトン）に捕らえられ、ストラテロジック社への潜入捜査をすることとなった。ナノチップ・エキスパンションを戦闘に使用し、刃物からロケットランチャーまで幅広く兵器を使いこなす。今作では青を基調としたスニーキングスーツを着用している。
正体は「ソリッド・スネーク」を元にルシンダ・コペルソーンの作った「被験体」であり、彼自身は本物のソリッド・スネークではない。「プラウリオの惨劇」において、ルシンダを殺害（のちにこれは誤解であり、ルシンダはむしろ彼を逃がそうとしていたことが判明する）して研究所を脱走しようとしたが、その際にヴィナスと戦って敗北、記憶を失っていた。任務の終盤でワイズマンの意を受けたヴィナスと再戦するが、戦闘を重ねて着実に能力を向上させていたため、勝利する。その後、寝返ったヴィナスと共にタキヤマを連れて脱出を目指すが、避難通路で一人だけ基地側に閉じ込められてしまう。しかしメタルギアのレールガンユニットから弾頭を抜いて自身を発射するという荒技により、捜索隊の目を欺いて海上に脱出。全身複雑骨折に見舞われるもダルトンに救助された後、彼から新しい身分証と約束の1500万ドルを受け取り、レジスタンスとも再会した。
ヴィナス（声：小松里歌）
国防省所属、ワイズマンの部下。彼女もまた、ナノチップ・エキスパンションを戦闘に使用している。スネークをも超える圧倒的な戦闘能力を持つ。先にストラテロジック社に潜入しており、当初はこの任務を一人で遂行する予定だったがワイズマンの指示でスネークと合流し、以降は共に行動する。前作のパートナーであるテリコ同様、スネークよりも体力が低いが、その分行動回数は高く設定されている。
女性らしい口調だが、性格はかなりきつめ。罪悪感というものが欠如しており、殺人、ウソなどにためらいはない。しかし最終局面では、スネークの意思を汲み、弱気になっていたタキザワを叱咤するという人間的な一面も見られた。
スネークとは対照的な、赤を基調としたスニーキングスーツを着用しているが、潜入任務に向いているのかどうかさえ怪しいほど派手である（ミニスカートである上、かなりボディラインが強調されている）。
実は 「プラウリオの惨劇」の際、逃亡を計ったスネークを討伐した被験体の一人。スネークよりも戦闘能力が強いのは、彼女がスネークより後に作られた新型の被験体であるため。しかし一方では、身体的にはスネークよりも不安定な性質であるため、既にその体は限界が近く、いつ死んでもおかしくないほどの状態である（本人はそれすらも「そのために造られたから仕方ない」と割り切っている）。戦闘の他、メタルギアの攻撃で気を失ったスネークを助けて介抱するなど全面的にサポートしていたものの、その真の任務は「ルシンダ・ライブラリ」の回収と関係者の抹殺であり、メタルギア破壊後はそれを明かしてスネークと敵対。スネークと同じデッキと「運の強さ」という最大の武器を引っ提げて戦いを挑んでくるも、繰り返す戦闘の中でスネークが能力を上げていたため、敗北する。追い詰められて尚も抵抗を続けようとしたが、直後にB.B.の奇策でワイズマンが逮捕されると「ボスが消えたから任務も消えた」とあっさりスネーク側に寝返り、共に脱出を目指す。スネークが閉じ込められた後は彼の意思を汲んでタキヤマを脱出させるべく奮闘し、警備ロボットの追撃を振り切った。
騒動の後は救急隊員に変装し、タキヤマをダシにして逃亡。スネークの生存は勘で信じていた。その後は特に身体に異常を来した様子もなく、どこかのショッピングセンターでレジ打ちをして働いている。
本作のパートナーであると同時にラストボスであり、その後の最終ミッションの操作キャラでもあるという、特異なポジションのキャラクターである。
ダルトン
FBIの捜査官を名乗り、スネークを犯罪者として確保し、「正義のため」と称してストラテロジック社への潜入を迫る。本人は否定しているが、スネークからは「熱血漢」と呼ばれる。
しかし、中盤でワイズマンに拘束され、捜査の主導権を奪われる。その際に、ストラテロジック社への強引な捜査手法が上層部の怒りを買い、免職処分（クビ）にされていたことが明かされた。指揮権を奪われた後も、ワイズマンの目を盗んではトイレでB.B.と連絡を取りつつスネークに協力していた。やがて全てを闇に葬ろうとする彼に一時殺されかけたが、最後はB.B.の機転によって救われた。事件後、手柄により職場復帰を果たし、スネークとレジスタンス達に様々な便宜を図った。
ワイズマン
国防省所属、准将。ダルトンの船を接収し、ストラテロジック社内で起きた騒乱を鎮圧するためにスネークを利用する。いつも怪しい笑みを浮かべており、初対面のダルトンからですら「悪党」呼ばわりされる。
第3世代被験体の実地試験のためにストラテロジック社と癒着し、セレナ共和国に派遣していた第2世代被験体を暴走させて「プラウリオの惨劇」を起こした張本人。ダルトンにスネークの情報を流し、潜入捜査を行わせるように仕向けた。ヴィナスを使って極秘裏に「ルシンダ・ライブラリ」の入手を目論んでいたが、コペルソーンが反乱を起こしたため作戦を変更、自らが陣頭指揮を執ることにした。コペルソーンの死後、全ての不都合な真実を闇に葬るべくスネークたちを始末しようとするが、直前にB.B.が真実を公にしていたため、国際刑事裁判所に逮捕・訴追される。しかし、最後まで不敵な笑みを崩さなかった。
B.B.
「B.B.」とはブラックボード（黒板）の略であるらしい。正体不明の天才ハッカー、スネークの無線に突然連絡を入れてくる。「面白そうだから」という理由でスネークを支援する。
実はパソコンマニアの小学生。大学生と言い張る態度の中にも、年相応の幼さが見て取れる。ワイズマンの逆ハッキングによって正体を突き止められたが、パソコン画面越しにアメリカ大統領に催眠術をかけて直訴するという離れ業をやってのけたおかげで窮地を脱した。事件後はナノチップ・エキスパンションを改変して携帯ゲーム機用のディスクに焼き、世間にばら撒いて第二第三のスネークを生み出す事を画策する。

### ストラテロジック社
北米に拠点を置く巨大軍需産業。社長のロジンスキーはアメリカの政財界と公私共に太く繋がっており、実質的には軍産複合体である。通常兵器の開発から、BC兵器、ロボット兵器などの開発を担う。極秘裏にメタルギアの開発を行っており、核弾頭も持ち込まれていた。国防省のワイズマンと癒着し、「被験体」と「システムEGO」の開発を共同で行っていた。社内の警備を担う警備部には完全武装の傭兵やＭ１戦車なども配備されており、会社そのものが軍事要塞並みの戦闘力を持っている。また、ロビト島の事件で鹵獲されたメタルギアKODOQUEも保有している。社名は「ストラテジー（戦略）」と「ロジック（論理）」を組み合わせた造語。
ビンス（声・大場真人）
ストラテロジック社警備部長。西洋の甲冑のような服を着ており、またサイボーグ化しているのか時々目が青く光る。元職業軍人で、軍に属していたころの階級は少佐らしい。部下らとともに社に移籍したため、いまだに少佐と呼ぶ部下もいる（本人は部長と呼んで欲しいらしい）。その剛健な外見に反し、追い詰められると狼狽したり命乞いをするなど、性格は結構気さくである。その超人的な腕力でドラム缶や消火器を投げて攻撃。使用武器は対人用信管に改造したRPG-7。好きな言葉は「弊社」で、一度言ってみたかったらしい。何故か烏が身に付き纏っている。
ロジンスキー社長の意志に従い、社内の騒乱を秘密裏に処理しようとする。最後はスネークらに敗北しつつ、社長に裏切られた怒りから部下に社長の乗るヘリの撃墜を命令。同時に全部隊に撤退命令を出してスネークらに道を示し、息を引き取った。
滝山美知子 / タキヤマ
ストラテロジック社研究員、女性。心理工学の専門家で、コペルソーン博士の下で被験体への施術を行なっていた。システムEGOの担当者でもある。科学技術の発展は真理の探求に過ぎないと考えており「世の中の役に立つ為」という一般論を「欺瞞」「俗物」と言い切るような人物だが、その一方で取り乱したりヒステリーを起こす事も多々あり、ダルトンはおろかヴィナスとも折り合いが悪く、特にヴィナスには「哀れな女」呼ばわりされるほど関係は険悪だった。それだけの思想を持ちながら兵器開発に協力しているのは「お金のために仕方なく」との事。京都大学卒。
一時期スネークらと行動を共にするが、「カイオト・ハ・カドッシュ」に乗って現れたコペルソーンによってルーシーの「受胎」の最終調整のために呼ばれ、躊躇いながらルーシーと共に彼の元へと向かってしまう。ルーシーの覚醒後は管制室に閉じ込められており、「カイオト・ハ・カドッシュ」を破壊したスネークらに助け出される。コペルソーンに協力したのは、自身を必要と言ってくれたからと、彼が「寂しい人だった」からだと言う。また、スネークの正体も知っていて黙っていた（後に全てを知ったスネークに理由を問われた際には「本当に知りたかったの？」と答えている）。ルーシーは彼女を殺さなかった理由として「子守唄を歌ってくれたから」と述べている。
研究所爆発の際には一人閉じ込められたスネークを置いて脱出する事を拒むも、ヴィナスに叱咤されて共に脱出。救助隊員に変装したヴィナスに「スネークならきっと大丈夫」と告げられ、救助された。
ルーシー
タキヤマに連れられている謎の少女。背中に傷がある。意識を一日に三時間しか持続できず、普段は感情表現が無く口も利かない。
その正体は体内に最新型のメタルギア制御OS「システムEGO」を備え付けられた、「完全な被験体」。真の肉体はメタルギア「カイオト・ハ・カドッシュ」である。人身売買によってコペルソーンに買われた子供であり、ナノマシンによって脳を初期化されて記憶・自我・人格を全て消去された。その後、ルシンダ・コペルソーンの意識を移植されていたが、実は途中でまったく別の自我が目覚めていた。コペルソーン博士の目を逃れるためにそれを隠し、生前のルシンダとして振舞っていた。ルシンダ自身の意識は確かに存在するものの、あくまで意識の一部分に過ぎず、全体としては新たに生じたルーシー自身の自我が支配している。メタルギアのOSから生まれた意識であるため、本来の肉体であるメタルギアと融合し、「カイオト・ハ・カドッシュ」そのものとして動くことを存在意義としている。今回のコペルソーンの反乱も、ルシンダを装ったルーシーが「私の仇をとって」「事件を起こした奴らに復讐して」などと言って彼を篭絡して起こしたものであり、全ては「カイオト・ハ・カドッシュ」と一体化するためであった。
しかしコペルソーンはルーシーを戦わせまいとしてシステムEGOの起動を拒んだため、目的まであと一歩の所で足踏みしてしまう。スネークらに追い詰められた際、彼を焚きつけてシステムEGO起動に持ち込ませることによってついに「カイオト・ハ・カドッシュ」との一体化を成し遂げる。その後、用済みとなったコペルソーンを始末し、他の被験体を連れて外の世界に出て行こうとするが、誘ったスネークとは相容れず戦闘となる。最後は敗北して機体から切り離され、スネークにタキヤマと「ルシンダ・ライブラリ」の場所を教えて息を引き取った。
トマス・コペルソーン
ストラテロジック社副社長にして主任研究員。兵器開発部門を担当し、特に「システムEGO」の開発に深く携わった。
スネークが社内に潜入している最中に、社に対して反旗を翻す。自ら開発したメタルギア「カイオト・ハ・カドッシュ」を操り、「プラウリオの惨劇」を策動して妻のルシンダを死に追いやった政府高官らの身柄引き渡しを迫る。しかし、彼がそれらの行動に出たのはルーシーにそそのかされた結果であった。彼はルーシーが別の自我に目覚めていたことを知らず、彼女が妻のルシンダそのものであると信じていた。メタルギア格納庫にてスネークらと対決し、追い詰められるとルーシーの懇願を受けてやむなくシステムEGOを起動して彼女を「カイオト・ハ・カドッシュ」と一体化させる。しかしそれこそがルーシーの目論見通りであり、彼女の意図や妻の死の真相など全ての真実を聞かされた後にコクピットを強制分離させられ、そのまま「カイオト・ハ・カドッシュ」となったルーシー自身の手で爆殺された。
また、前々作であるメタルギア ゴーストバベルに名前が登場したDr.コペルソーンと同一人物である（MGA2の攻略本による）。コペルソーン・エンジンの開発者とも同一人物である可能性があるが、こちらの方は定かではない。
ルシンダ・コペルソーン
コペルソーン博士夫人。ストラテロジック社に勤めていた。3年前の「プラウリオの惨劇」の際、スネークに殺害されたというが、それはトマス・コペルソーンの勘違いだった。実際は良心の呵責に苛まれた末、償いとして自我を取り戻したスネークの脱出の支援をしたために、他の被験体に殺害された。また、その結果に関しても最初から承知の上で自身の命で償うという意図を以って行動していたため、ルーシーの中に残るルシンダ自身の意識は蘇生は望んでいない。人間の神経接続（シナプス）と自我を利用した最新型メタルギアOS「システムEGO」と、それの雛形である「ルシンダ・ライブラリ」を遺した。
ロジンスキー
ストラテロジック社社長。軍服らしき服装をしており、公私共に政官界と近しいことが窺える。軍人というよりは商売人、商売人というよりは政治屋であり、己の保身のためにはどんな犠牲も厭わない。また女性に弱いようで、密かに接触したヴィナスには正直に事実を話した。
研究の第一人者であったコペルソーンの野望と狂気に気づいたため、研究凍結を命じる。だが、コペルソーンは極秘裏に研究を継続しており、このため国際刑事裁判所の介入を許す事態となった。
国際刑事裁判所が「プラウリオの惨劇」にストラテロジック社が関わっていることを記した「ルシンダ・ライブラリ」をかぎつけたため、その関係者を当局に渡すことで保身を図った。その後、会社を放棄して逃走を図り、忠義を尽くしたビンスまで切り捨てた。それに激怒したビンスが、部下に彼の乗るヘリを撃墜することを命じ、直接は描写されないものの死亡した事が窺える。

### 被験体
人間の学習能力と対処能力をそのまま利用する自律人工知能型のメタルギアOS「システムEGO」の開発のため、様々な機能を人間の体に意図的に付加した者達の総称。スネークやヴィナスもこれにあたる。ストラテロジック社とワイズマンはこれらの研究を進めるため、実地試験を兼ねて「被験体第2世代」をセレナ共和国の少数民族の討伐に送り込んだ。その結果引き起こされたのが、作中で幾度となく触れられる虐殺事件「プラウリオの惨劇」である。当初は精神的に不安定だった第2世代が暴走した事故だと思われていたが、実はより多くのデータ、とりわけ極限状態のデータを欲したワイズマンが意図的に引き起こしたものであった。
ハラブセラップ（声：田中一成）
「被験体第3世代」。両腕を飛ばして攻撃してくる。ゴリラに似ているが、元は人間らしい。ダメージを受けると、腕から刃物のようなものを出してくる。この状態での両腕飛ばしを喰らうと出血（ステータス異常）が付加される。
ゴラブ（声：今村直樹）
「被験体第3世代」。重油を飲んで炎を口から吹く。たまにオイル（ステータス異常）をかけてくることがあるので注意が必要である。同じ被験体であることを暗示して、スネークの事を兄弟（ブラザー）と呼ぶ。
カイギディエル（声：龍田直樹）
「被験体第3世代」。天井に張り付いて催眠術（ステータス異常）を扱う他、照明を消すこともある。小柄で虚無僧のような容貌と、不気味な笑い声が印象的。スネークとヴィナスの正体や、ルシンダ・ライブラリの全貌を知っているらしい言動をする。

### レジスタンス
ロディ・ルイス
デイブ・コープランド
コンスウェラ・アルバレス
スネークとともにセレナ共和国で戦ったレジスタンス。ロディは中肉中背の軽妙な男性。デイブは小太りの男性で、牧場を買うのが夢。コンスウェラは十代後半の少女で、スネークに好意を寄せている。記憶喪失の上、天涯孤独のスネークに対し好意的に接する。3年前、セレナ共和国でデルガド将軍率いる独裁軍事政権と対立し、スネークと共に軍事政権を崩壊に追いやる。ダルトンに身柄を拘束されたが、エンディングでスネークと再会した。

## エクストラミッション
本編クリア済みのマップは本編のストーリーとは独立して新たなミッションとしてプレイすることが可能。
- 「全ての敵を倒せ」「敵に見つからずに目的地に到達せよ」などの前作でもあった「EXTRA MISSION」
- 決められたデッキを使用して特定の目的を達成する「TRIAL MISSION」
- 自由なデッキを使って決められた目的を達成する「SPECIAL MISSION」

の3種類があり、PTSを稼ぐことが出来る。今作は前作と比べてストーリーが短めだが、逆にこちらのミッションのボリュームがアップしている、とくにTRIAL MISSION・SPECIAL MISSIONは一枚一枚のカードの効果をよく理解していないとクリアは難しい。

## アリーナモード
- リキッド・スネーク、リボルバー・オセロット、ヴァンプ、フォーチュン、ザ・ボス、ジ・エンドの歴代ボスキャラクターとテリコ・フリードマン、ヴィナスを含めた8人と対決するモード、実際には2名ずつ登場し歴代ボスキャラ6名は彼らの身体的、戦術的特徴をゲーム中に登場するカードで再現している。

## コラボレーション
- ボクらの太陽…ジャンゴ、太陽銃などがカードとして登場している。
- ポリスノーツ…ジョナサン・イングラム、カレン・北条などがカードとして登場。
- スナッチャー…ギリアン・シード、メタル・ギアmk-IIなどがカードとして登場。
- 木下あゆ美、石井めぐる、佐野夏芽…ともにカードとして登場。また、とびだシッドシアターで3人の映像を鑑賞することができる。
- ランブルローズ…日ノ本零子がカードとして登場。また、とびだシッドシアターで映像を鑑賞することができる。

このほか『メタルギアソリッド4』までのすべての作品から、カードが登場されている。